# Кальян, Адхир
Адхи́р Ка́льян (англ. Adhir Kalyan, род. 4 августа 1983, Дурбан) — южноафриканский актёр. Наиболее известен по роли Тимми в ситкоме CBS «Правила совместной жизни».

## Биография
Кальян родился в Дурбане, ЮАР, южноафриканской семье индийцев. Его мать Сантош Винита (Сэнди) Кальян является членом парламента Национальной Ассамблеи Южно-Африканской Республики, где представляет Демократический альянс.
Кальян закончил учёбу в колледже «Кроуфорд» в Дурбане. До переезда в Лондон в 2005 году он участвовал в ряде театральных постановок в Южной Африке, в том числе в «Оливере Твисте» и «Рождественской песне» Чарльза Диккенса, адаптации книги «Земля под её ногами» Салмана Рушди и классической пьесе Уильяма Шекспира «Макбет».

### Личная жизнь
По информации на 2015 год Кальян помолвлен с Эмили Уилсон, актрисой сериала «Главный госпиталь».

## Фильмография
| Год       | Название на русском      | Название на английском | Роль            | Примечания                                                          |
| --------- | ------------------------ | ---------------------- | --------------- | ------------------------------------------------------------------- |
| 2006-2007 | Город-сказка             | Fair City              | Рамаль Кирмани  | Второстепенная роль; 7 эпизодов                                     |
| 2007-2008 | Чужие в Америке          | Aliens in America      | Раджа           | Главная роль; 18 эпизодов                                           |
| 2009      | Шопо-коп                 | Paul Blart: Mall Cop   | Пахуд           | Фильм                                                               |
| 2009      | Зажги этим летом!        | Fired Up               | Брестер         | Фильм                                                               |
| 2009      | Мне бы в небо            | Up in the Air          | айтишник        | Фильм                                                               |
| 2009      | Части тела               | Nip/Tuck               | Раж Пареш       | Второстепенная роль; 3 эпизода                                      |
| 2009      | Бунтующая юность         | Youth in Revolt        | ВиДжей Джоши    | Фильм                                                               |
| 2009-2013 | Правила совместной жизни | Rules of Engagement    | Тимми           | Второстепенная роль (сезон 3) Главная роль (сезоны 4-7) 70 эпизодов |
| 2010      | Крутые кексы             | High School            | Себастьян Салим | Фильм                                                               |
| 2011      | Больше чем секс          | No Strings Attached    | Кевин           | Фильм                                                               |
| 2015      | Толстяк против всех      | Paul Blart: Mall Cop 2 | Пахуд           | Фильм В титрах не указан                                            |
| 2016      | Второй шанс              | Second Chance          | Отто Гудвин     | Главная роль; 11 эпизодов                                           |